# Verski pogledi na evtanazijo
Veliko verskih predstavnikov svari pred evtanazijo in ji niso naklonjeni, po skupnostih pa se pojavljajo različna mnenja.

## Budizem
V budizmu se je razvilo več vej, ki različno razlagajo Budov nauk, zato ni povsem enotnega stališča glede evtanazije. Kakorkoli, zdi se, da bi večina budistov raje podprla paliativno oskrbo (hospic), kot da bi si prizadevala za evtanazijo v terminalni fazi bolezni.
Na splošno velja prepričanje, da je v poslednji fazi življenja bolje dopustiti naravno smrt, kot pa se zateči k evtanaziji, da bi končali življenje. Nekateri budisti vseeno zagovarjajo načelo avtonomije o osebni presoji glede izbire časa in načina smrti. To je sicer skladno z naukom o karmi, ki uči, da ima posameznik svobodno voljo in je odgovoren za svoje moralne odločitve.

Poleg avtonomije je pomembna moralna vrednota budizma tudi sočutje. Nekateri budisti menijo, da se sme iz sočutja odvzeti življenje neozdravljivo bolnemu za lajšanje trpljenja. A takšna argumentacija vodi v konflikt z budističnim načelom spoštovanja življenja in neškodovanja. V meniškem pravilu, poznanem kot tretja parajika, Buda menihom prepoveduje odvzem človeškega življenja:
»Če bi kateri koli bhikhu [budistični menih] namerno odvzel življenje človeškemu bitju ali mu poiskal morilca, ali hvalil prednosti smrti, ali ga spodbujal k smrti (tako): 'Moj dobri človek, kaj ti koristi to bedno, nesrečno življenje? Smrt bi bila zate boljša kot življenje,' ali s takšno idejo v mislih, s takšnim namenom v mislih na različne načine hvalil prednosti smrti ali ga spodbujal k smrti; tudi sam je premagan in ni več v skupnosti.« (Vin.iii.72)
Buddhaghosa prepoznava bistvo napačnega ravnanja [kot je pomoč pri samomoru] v tem, da se zavestno »za cilj postavi smrt« (VA.ii.464). Čeprav gre za dobronameren motiv, da se umirajočemu prihrani nepotrebne bolečine, pa sočutje v budizmu samo po sebi ne opravičuje vsega, kar se stori v njegovem imenu. Budisti hkrati ne verjamejo, da bi bilo potrebno življenje ohraniti za vsako ceno. Upravičeno je namreč zavrniti ali odtegniti zdravljenje, ki bi bilo v dani situaciji za bolnika nekoristno ali preveč obremenjujoče, saj razumejo zanikanje resničnosti človeške smrtnosti kot posledico zablode. Budizem svoje pripadnike uči, da sprejmejo svoje trpljenje in najdejo osvoboditev od trpljenja v razsvetljenju s sledenjem plemeniti osemčleni poti.

## Hinduizem
V hinduizmu obstajata glede evtanazije dva nasprotujoča si pogleda. Prvi pogled zagovarja, da oseba, ki pomaga končati boleče življenje, stori dobro dejanje in tako izpolni svoje moralne obveznosti. Drugi pogled pa zagovarja, da s tem, ko oseba pomaga končati življenje, tudi tisto, ki je polno trpljenja, zmoti čas cikla smrti in ponovnega rojstva ter tako stori slabo dejanje.
Drugi pogled nasprotuje evtanaziji in trdi, da tisti, ki sodelujejo pri evtanaziji, prevzamejo preostalo karmo bolnika. Isti argument nakazuje, da bi bilo slabo tudi umetno ohranjanje življenja osebe na aparatu za vzdrževanje življenjskih funkcij. Vendar uporaba naprave za vzdrževanje življenja kot del časovno omejenega zdravljenja ni slaba.
Pomembno hindujsko načelo je načelo nenasilja (ahimsa), ki prepoveduje nasilje ali kakršnokoli škodovanje drugim bitjem. Hindujci živijo tudi v skladu s svojo dharmo - moralnimi dolžnostmi in odgovornostmi. Dharma od hindujcev zahteva, da skrbijo za starejše člane svoje skupnosti.
Ubijanje (evtanazija, umor, samomor) ovira napredek ubite duše k osvoboditvi. Zaradi kršitve načela nenasilja prinaša slabo karmo tudi morilcu. Nekateri hindujci verjamejo, da je upravičeno prositi zdravnika, naj pospeši smrt, če je človek dosegel stopnjo v življenju, ko zaradi bolezni ali slabosti ne more več pravilno častiti. To mnenje sicer ni splošno razširjeno.
V hinduizmu poznajo tudi samomor, ki ga spodbujajo verski razlogi. Ta praksa nekaterim odpira vrata tudi za evtanazijo in samomor s pomočjo, čeprav se bolj konservativni hindujci s tem ne strinjajo. Trpljenje namreč pripisujejo zakonu karme in če je človeku usojeno trpljenje, ga mora izpolniti v tem življenju, sicer se prenese v naslednjega.
V hinduizmu je idealna smrt zavestna smrt, kar pomeni, da bi bila paliativna oskrba problematična, če bi zmanjšala duševno budnost. Duševno stanje, zaradi katerega se oseba odloči za evtanazijo, lahko vpliva na proces reinkarnacije, saj so zadnje misli osebe pomembne za ta proces.
Obstaja torej več hindujskih stališč o evtanaziji. Večina hindujcev bi rekla, da zdravnik ne bi smel sprejeti pacientove prošnje za evtanazijo, saj bi se duša in telo ločila ob nenaravnem času. Rezultat bi škodoval karmi tako zdravnika kot bolnika. Drugi hindujci menijo, da evtanazija ni dovoljena, ker krši nauk ahimsa (ne škodovati). Vendar nekateri hindujci pravijo, da oseba s tem, ko pomaga končati boleče življenje, stori dobro dejanje in tako izpolni svoje moralne obveznosti.
Podobno je menil tudi veliki indijski hindujski mislec Mahatma Gandhi: »Če bi mojega otroka napadla steklina in ne bi bilo nobenega upanja, da bi mu olajšali agonijo, bi menil, da je moja dolžnost, da mu vzamem življenje.«

## Islam
Muslimani pri razpravah o pravilnem ravnanju ob koncu življenja upoštevajo tri osrednja načela: prepoved samomora, zapoved mučencem, naj ne hrepenijo po smrti in nauk o vnaprej določeni življenjski dobi vsake duše, ki jo je določil Bog. V Koranu je zapisano: »Nobena duša ne sme umreti, razen z Božjim dovoljenjem ob vnaprej določenem času.« (K 3, 145) Beremo še: »Abraham je rekel: 'Moj Gospod je, ki daje življenje in ubija.'« (K 2, 258)
Bog ima v islamu namreč popolno oblast nad življenjem in smrtjo, človeško življenje pa ima posebno vrednost in velja  za sveto. Zato prepoved samomora [in aktivnih oblik evtanazije] izhaja iz načela spoštovanja življenja.
Koran pravi, da »Bog daje življenje in smrt in on vidi vse, kar delate.« (K 3, 156) Pravi tudi: »Ne ubijajte se, saj je Bog gotovo usmiljen do vas.« (K 4, 29) Ker je življenje dano od Boga, ga torej lahko odvzame samo Bog.
Islam tako strogo prepoveduje samomor, uboj (razen v brezizhodni situaciji) in uboj na zahtevo, izjema pa je, kadar se neka terapija sploh ne začne oziroma se prekine. Pasivni način povzročitve smrti v nasprotju z aktivno evtanazijo ali pomočjo pri umiranju omogoča, da Božji načrt teče po svoji poti.
Pravna stališča šiitskih verskih pravnikov se sicer razlikujejo, a najvišji šiitski kleriki dosledno nasprotujejo praksi evtanazije in zdravniške pomoči pri samomoru. Sunitska misel pa ob tem še vztraja, da je za muslimane sicer sprejemljivo moliti za smrt in olajšanje, a da je treba svetosti življenja pripisati večjo vrednost kot kakovosti človeškega življenja.
Islamski kodeks medicinske etike iz leta 1981 tako zavrača tudi argumente ubijanja iz usmiljenja in predstavi pomen paliativne oskrbe v izredni ali končni fazi življenja:
»Ubijanje [ali pomoč pri samomoru] iz usmiljenja, tako kot samomor, nima podpore, razen v ateističnem načinu razmišljanja, ki verjame, da našemu življenju na zemlji sledi praznina. Prav tako zavračamo trditev o ubijanju zaradi bolečih, brezupnih bolezni, saj ni človeške bolečine, ki je ne bi bilo mogoče v veliki meri premagati z zdravili ali z ustrezno nevrokirurgijo.«

## Judovstvo
V nekanoničnem babilonskem talmudu, ki govori o žalovanju, je zapisano, da »je treba umirajočega vsekakor obravnavati kot živega človeka«. Rabin Moses Maimonides tako zabeleži naslednji komentar: »Kdor zapre umirajočemu oči, medtem ko ga zapušča njegova duša, preliva kri. Nekaj časa je treba počakati, kajti morda je to le nemoč« (Hilkot Avel). Rabin Jehuda Hassid pa pravi, da je ob umirajočem treba ustaviti vsako dejavnost, ki bi umirajočemu smrt bodisi oddaljevala bodisi jo pospeševala.
Rabin Feinstein je leta 1976 glede podaljševanja življenja rekel, da ni dovoljeno podaljševati življenja, če bi bili prepričani, da bi človek brez teh sredstev umrl. Umetna sredstva človeku povzročajo trpljenje; zavlačevanje smrti povzroča trpljenje, ne pa prihod naravne smrti. To ne pomeni, da se je Feinstein izrekel za odklop tehnične pomoči, pač pa je poudaril, da mora zdravnik to ugotoviti že prej, preden koga priklopi na aparate.
Za nekatere judovske mislece je najosnovnejši razlog za nasprotovanje evtanaziji ta, da krši Božji in človeški zakon. Ti pisci navajajo svetopisemsko razodetje Božje prepovedi ubijanja iz Prve Mojzesove knjige 9 in Druge Mojzesove knjige 20. »Če kdo prelije človeško kri, bo človek prelil njegovo kri. Zakaj po svoji podobi je Bog ustvaril človeka.« (1 Mz 9,6) Ob tem ortodoksni rabin Immanuel Jakobovits poudarja »nedotakljivost svetosti človeškega življenja«.
Že tradicionalno judovsko pravo posameznikom namreč prepoveduje, da bi se poškodovali ali ubili, pa tudi, da bi poškodovali ali ubili druge - tudi s privolitvijo žrtve. Eliezer Jehuda Waldenberg razlaga, da »človekovo življenje ni njegova last, temveč last Svetega, Blagoslovljenega [Boga].« Po judovskem prepričanju je namreč Bog ustvaril celotno vesolje, vključno s telesom vsakega človeka in je zato njegov lastnik. Bog je človeku zaupal življenje v varstvo, zato ima vsak posameznik zaradi Božjega zaupanja odgovornost do Boga, da ohrani svoje življenje in zdravje.
Ortodoksni rabin J. David Bleich predstavi podoben argument v dveh točkah: »Ubijanje iz usmiljenja je prepovedano kot neupravičen poseg v področje, ki ga mora urejati le Bog sam«; poleg tega pa »je življenje, ki ga spremlja bolečina ... videti bolj zaželeno kot smrt«.
Poziv k ustreznemu sočutju najdemo tudi pri judovskih piscih, kot je Dorff: »Pri oskrbi bolnikov moramo poskrbeti, da so zadovoljene njihove telesne potrebe in da je njihov zadnji čas življenja psihološko, čustveno in versko čim bolj smiseln. Z drugimi besedami, naše sočutje se mora izražati na te zahtevne načine, ne pa s privolitvijo v prošnjo za pomoč pri umiranju.«

## Krščanstvo

### Katoliška cerkev
Katoliška cerkev strogo nasprotuje aktivnim oblikam evtanazije in samomoru s pomočjo. Pastoralna konstitucija o Cerkvi v sedanjem svetu drugega vatikanskega koncila tako imenuje »vse, kar nasprotuje življenju, kakor raznovrstni uboji, rodomori, splavi, evtanazija in tudi radovoljni samomor … sramota …, ki okužuje človeško kulturo (in) omadežuje bolj tiste, ki se tako vedejo, kot tiste, ki trpe krivico« (GS 27).

Vrednost in svetost človeškega življenja Cerkev razume do te mere, da nobena namerna izbira, ki bi povzročila smrt nedolžnega človeka, ne more biti pravilna. Tudi v Katekizmu katoliške Cerkve je evtanazija predstavljena kot nesprejemljiva:
»Naj bodo nagibi in sredstva kakršnakoli, direktna evtanazija obstaja v tem, da napravi konec življenja prizadetih, bolnih in umirajočih oseb. Moralno je nesprejemljiva. Dejanje ali opustitev, ki samo po sebi ali v nameri povzroči smrt, da bi zatrlo bolečino, je torej umor, ki je v hudem nasprotju s človeškim dostojanstvom in s spoštovanjem živega Boga, njegovega Stvarnika. Zmota v presoji, v katero je mogoče zabresti v dobri veri, ne spremeni narave tega morilskega dejanja, ki ga je vedno treba obsoditi in izključiti« (KKC 2277).
Cerkev meni, da smrti tako ni dovoljeno niti povzročiti niti je ovirati. Če je smrt blizu, pa zdravnik bolniku ne sme odreči običajne terapije. Okrožnica Evangelium Vitae na to naveže svoje stališče do posebne terapevtske vneme in se opredeli do paliativne oskrbe:
»Od evtanazije je treba razlikovati odpoved posebni terapevtski vnemi oziroma zdravniškim posegom, ki niso več ustrezni za dejanski bolnikov položaj, ker niso več v sorazmerju z izidi, ki bi jih bilo mogoče pričakovati, ali tudi ker so pretežavni zanj ali za njegovo družino. V takih položajih, ko se neposredno in neizogibno najavlja smrt, se v vesti lahko odrečemo postopkom, ki bi prinesli samo mučno podaljšanje življenja, vendar ne bi prekinili normalne skrbi, ki jo dolgujemo bolniku v takih primerih.« Smrt v pasivni terapiji »ni nameravana ali iskana, čeprav iz opravičenih razlogov obstaja nevarnost smrti. Želi se preprosto samo učinkovito olajšati bolečine z uporabo analgetikov, ki jih zdravstvo daje na voljo. Vendar se umirajočemu brez tehtnega razloga ne sme odvzeti zavesti« (EV 65).
Katoliška cerkev predlaga in spodbuja v terminalnih fazah življenja dobro paliativno oskrbo kot alternativo evtanaziji. Cerkev podpira ustanovitev hospicev in v pismu Kongregacije za nauk vere z naslovom Usmiljeni Samarijan pravi, da »je paliativna oskrba verodostojen izraz človekove in krščanske dejavnosti oskrbe, oprijemljiv simbol sočutnega ostajanja ob strani trpeče osebe.« V skladu z okrožnico Evangelium Vitae je »evtanazijo treba imenovati lažno usmiljenje in dejansko zaskrbljujočo sprevrženost usmiljenja. Pravo sočutje vodi v to, da delimo bolečino drugega, ne da ubijemo osebo, katere trpljenja ne moremo prenašati.« Podobno je pomoč pri samomoru razumljena kot beg pred sočutjem in ne njegov izraz.

### Protestantizem
Protestantizem priznava Sveto pismo kot edino avtoriteto glede vprašanj vere, zato se nagiba k nasprotovanju evtanaziji, vendar se stališča posameznih denominacij razlikujejo. Evangeljski protestanti načeloma nasprotujejo praksi evtanazije.
Anglikanska cerkev je ena največjih protestantskih cerkva. Na Lambethovi konferenci svetovnih škofov je bila leta 1998 sprejeta Resolucija proti evtanaziji, s katero so priznali notranjo vrednost vsega življenja in izrecno nasprotovali evtanaziji in samomoru s pomočjo (Lambeth Conference, Resolution I.14).
Baptistične cerkve se navadno opredeljujejo kot samostojne lokalne cerkve, vendar imajo tudi nekatere skupne izjave. Tako so južne baptistične cerkve izdale Resolucijo o evtanaziji in samomoru s pomočjo. V njej so potrdile svoje prepričanje, da je povezava človeka, ustvarjenega po Božji podobi, in svetosti  človeškega življenja neskladna s prakso evtanazije in samomora s pomočjo (Southern Baptist Convention 1992).
Tudi največje združenje binkoštnih cerkva Assemblies of God je objavilo dokumente o vprašanju evtanazije in samomora s pomočjo ter nasprotovalo tej praksi. Generalni prezbiterij je tako na zasedanju leta 2010 sprejel dokument Svetost človeškega življenja: samomor, samomor s pomočjo in evtanazija, v katerem je filozofijo, ki podpira evtanazijo in samomor s pomočjo označil za »zmotno, zavajajočo in zlobno«. Evtanazijo so opisali z vidika človeškega dostojanstva, Božje avtoritete in upanja za trpeče.

### Vzhodne pravoslavne Cerkve
Pravoslavni duhovniki in večina ostalih vernikov skoraj povsod priznavajo cerkveno prepoved evtanazije, ker pravoslavna krščanska etika zavrača evtanazijo, saj meni, da gre za poseben primer umora, če je storjena brez vednosti in privolitve bolnika, in samomora, če jo bolnik zahteva.
Pravoslavna cerkev zavzema zelo trdno stališče v prid življenju. To se posledično izraža v sprejemanju prepovedi kristjanom, da bi sodelovali pri namerni prekinitvi življenja, kar vključuje življenja brezupno bolnih.  Prepoved izhaja iz patrističnega razumevanja življenja in smrti, zato so Vzhodne pravoslavne Cerkve prepričane, da bi povzdigovanje evtanazije v pravico in dolžnost pomenilo nasprotje etični trditvi, da smo kot ljudje varuhi življenja, ki prihaja iz drugega vira [od Boga], ne iz nas samih. Prav tako evtanaziji nasprotujejo zaradi velikih možnosti napak in zaradi možnosti odločanja, ki bi temeljilo na lastnih ciljih in bi tako lahko zanemarilo temeljno načelo svetosti človeškega življenja.
Poleg izjemne vrednosti človeškega življenja, je pomembna tema pravoslavne teologije tudi Božja suverenost. Tako sprejemanje bolezni, ki jih Bog dopušča v našem življenju kristjana odpira za duhovno rast in je pomemben del zvestega in pobožnega življenja.

## Šintoizem
Na Japonskem se 69 odstotkov vseh verskih organizacij strinja s prostovoljno pasivno evtanazijo, z aktivno obliko evtanazije pa 20 odstotkov vseh verskih organizacij. Izmed šintoističnih organizacij jih ena četrtina podpira aktivno evtanazijo.
Za šintoizem sta značilna vera v nesmrtnost duše in čaščenje prednikov, po tem tradicionalnem prepričanju je torej smrt ločitev duše in telesa. Šintoisti verjamejo, da je duša lahko poveličana, četudi je smrt rezultat evtanazije ali samomora. Pogoj je le, da je proces umiranja naraven, pogumen, kreposten ali smiseln. Šintoistične organizacije tako zagovarjajo »naravnost«, ko se medicinska oskrba v terminalni fazi izkaže za neuspešno. Glavno šintoistično načelo ljubezni do popolnosti je namreč nezdružljivo s podaljševanjem procesa umiranja.
Zaradi vere v nesmrtnost duše nekateri šintoisti podaljševanje življenja z umetnimi sredstvi razumejo kot sramotno dejanje proti življenju. Drugi menijo, da bi moral bolnik opustiti nadzor nad svojim zdravjem in zaupati zdravnikom, šintoizem pa bi sprejel vsakršen rezultat ne glede na vzrok ali namen.